# Telescopio Hobby-Eberly
Il telescopio Hobby-Eberly è un telescopio ottico di 9,2 metri di diametro installato presso l'Osservatorio McDonald in Texas. Prende il nome da Bill Hobby, governatore del Texas, e da Robert E. Eberly, benefattore della Pennsylvania State University.

## Panoramica
Lo specchio primario consiste di 91 elementi esagonali. Il telescopio è fisso in altezza, ma può muoversi in azimut, permettendogli di seguire un oggetto celeste per circa 1-2 ore grazie allo spostamento del fuoco. Lo spostamento del fuoco attraverso la pupilla d'uscita consente di compensare lo spostamento dovuto alla rotazione terrestre.
Gli strumenti disponibili per l'osservazione sono tre spettrografi che operano con diverse risoluzioni (alta, media e bassa). Lo spettrografo a bassa risoluzione è posto direttamente nel fuoco primario, mentre gli altri due sono posti nel basamento del telescopio e ricevono la luce attraverso fibre ottiche.
Il telescopio viene impiegato per studiare il sistema solare, le stelle della Via Lattea, e per lo studio di altre galassie. Le misure delle velocità radiali hanno una precisione di 1 m/s, e sono state usate per scoprire la presenza di pianeti extrasolari.
Lo spettrografo a bassa risoluzione è stato usato per identificare supernove di Tipo Ia, utili per misurare l'accelerazione dell'universo.
Il telescopio è stato anche usato per misurare la velocità di rotazione di singole galassie.
Il telescopio Hobby-Eberly è gestito da un consorzio di istituzioni che comprende l'Università del Texas ad Austin, l'Università di Stato della Pennsylvania, l'Università di Stanford, l'Università Ludwig Maximilians di Monaco di Baviera e l'Università di Gottinga.

### Habitable Zone Planet Finder
Habitable Zone Planet Finder (HPF) è uno spettrografo progettato per osservare stelle nane di classe M vicine nel vicino infrarosso al fine di identificare le velocità radiali rilevando  esopianeti di piccola massa potenzialmente abitabili. Lo strumento è operativo dai primi mesi del 2019 e a dicembre successivo ha avuto la validazione del primo pianeta, G 9-40 b, rilevato come sub nettuniano e successivamente come super terra con massa di 4,76 volte quella terrestre orbitante intorno alla stella G 9-40, distante 100 al dalla terra. Altro pianeta di rilievo osservato è K2-25 b,  una super terra con densità apparentemente molto alta e massa 25 volte maggiore di quella terrestre, orbitante intorno ad una nana rossa, K2-25, distante circa 150 anni luce.